# Prisme dodécagonal
En géométrie, le prisme dodécagonal est le dixième dans l'ensemble infini des prismes formés par des côtés carrés et deux faces polygonales régulières. Ses faces sont des dodécagones réguliers. Il possède 14 faces, 24 sommets et 36 arêtes.
Dans la plupart des prismes, le volume est trouvé en prenant l'aire de la base que l'on multiplie par la hauteur.
Si les faces sont toutes régulières, c'est un polyèdre semi-régulier.